# Tiêu chuẩn Copenhagen

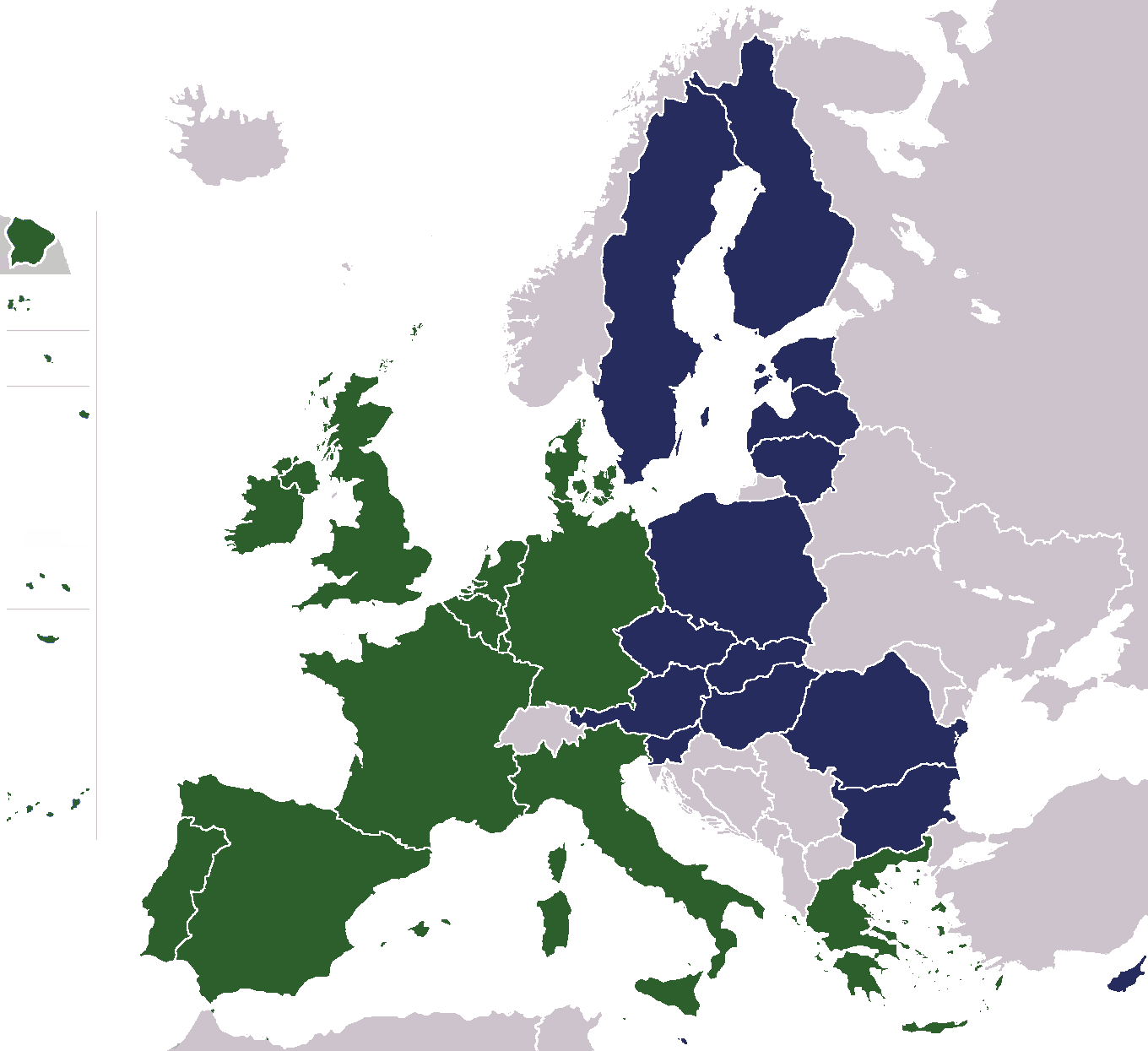
Sự mở rộng lịch sử của EU. Xanh dương: EU12 (1993). Xanh lục: Những nước mới 1995, 2004 và 2007.

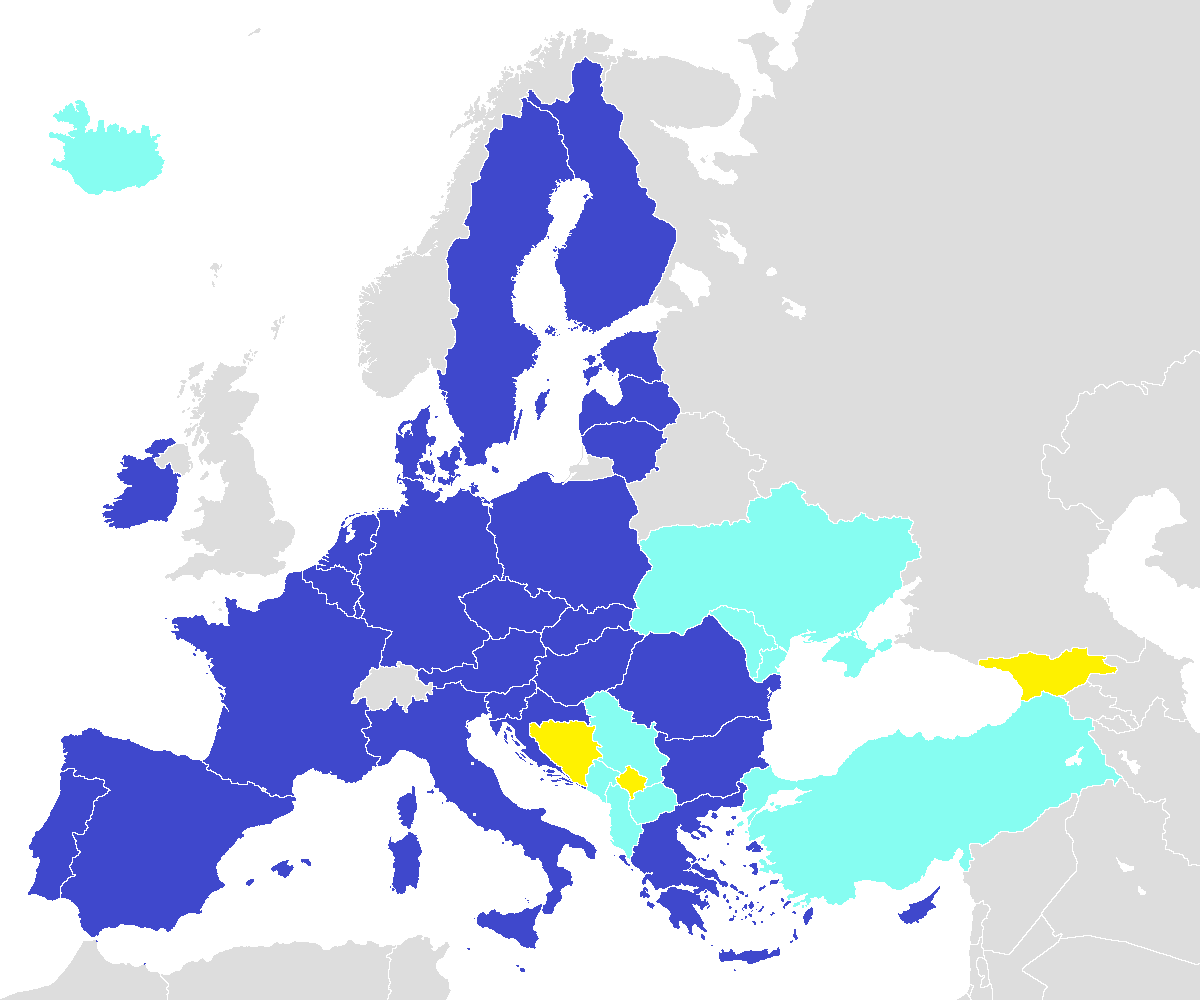
Nước thành viên
Ứng cử viên: Iceland, Macedonia, Montenegro, Albania, Serbia và Thổ Nhĩ Kỳ
Đã nộp đơn:
Được EU công nhận là ứng cử viên tương lai: Bosnia and Herzegovina và Kosovo.

Tiêu chuẩn Copenhagen là các tiêu chí cụ thể để một quốc gia châu Âu có thể gia nhập EU:
- về mặt chính trị - phải có các thể chế ổn định bảo đảm dân chủ, pháp trị và nhân quyền;
- về mặt kinh tế - phải có một nền kinh tế thị trường hoạt động tốt và có khả năng đương đầu với áp lực cạnh tranh và các lực lượng thị trường trong EU;
- về mặt pháp lý - phải tán thành và thực hiện các điều luật đã được thành lập của EU, đặc biệt là các mục tiêu chính về vấn đề liên minh chính trị, kinh tế và tiền tệ.

## Tiêu chuẩn chính trị

### Dân chủ
Một sự cai quản dân chủ hiệu lực đòi hỏi tất cả các công dân có thể tham dự, trên một căn bản ngang hàng, trong quyết định chính trị tại mỗi cấp bậc cai quản, từ làng xã cho tới cấp bậc cao nhất, quốc gia. Nó cũng đòi hỏi tự do bầu cử và kín, quyền thành lập các đảng phái chính trị mà không bị cản trở bởi chính quyền, ngay thẳng và có ngang hàng quyền truy cập báo chí tự do, có các tổ chức công đoàn tự do, tự do phát biểu ý kiến. Quyền lực hành pháp phải bị giới hạn bởi luật pháp và cho phép tự do tiếp cận quan tòa mà độc lập với cơ quan hành pháp.

### Pháp quyền
Pháp quyền nói đến việc chính quyền chỉ được thực thi quyền hành một cách hợp pháp theo các luật được soạn thảo ra và phát hành rộng rãi. Nguyên tắc này nhằm mục đích ngăn ngừa sự cai trị độc đoán dù cho đó là lãnh đạo chuyên quyền hay được quần chúng lãnh đạo.

## Quá trình gia nhập
Quá trình gia nhập gồm một số giai đoạn, tất cả đều phải được các nước thành viên hiện tại của EU chấp thuận cho quốc gia đó trở thành một thành viên. Đầu tiên, một quốc gia sẽ được cấp danh hiệu thành viên triển vọng. Sau đó, quốc gia đó sẽ trở thành một ứng cử viên chính thức để trở thành thành viên, trước khi tiến tới các cuộc đàm phán thành viên chính thức. Sau khi các cuộc đàm phán và sửa đổi kèm theo hoàn tất, quốc gia đó có thể gia nhập EU.